# Gentofte

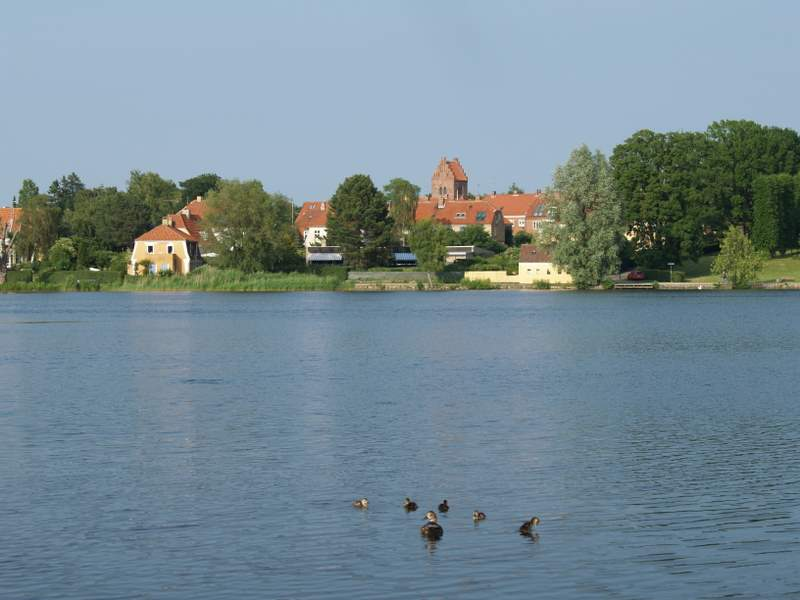

Gentofte est une commune de la région de Hovedstaden, située à l'est de l'île de Seeland au Danemark.

## Commune
La commune est constituée de sept petites villes sans réelle frontière entre elles :
- Charlottenlund
- Dyssegård
- Gentofte
- Hellerup
- Ordrup
- Vangede
- Klampenborg

## Monuments et lieux remarquables
- Bakken, le plus ancien parc d'attractions au monde (créé en 1583), est situé à Klampenborg.
- Palais de Bernstorff

## Personnalités
- Lars Ulrich, batteur du groupe Metallica, est natif de Gentofte.
- La soprano Inga Nielsen y est décédée en 2008.
- Le prince Pierre de Grèce et son épouse y sont enterrés.
- La musicienne Agnes Obel est native de Gentofte.
- La handballeuse Camilla Andersen, notamment double championne olympique (1996 et 2000), est née à Gentofte.
- La peintre sur porcelaine Elisabeth Drewes Kofoed y est décédèe en 1948.
- Le gymnaste artistique danois Christian Thomas y est décédé en 1970.
- L'actrice Katrine Greis-Rosenthal (née le 19 sept. 1985).
- Frederik Winther, footballeur danois, y est né.
- Niels Henriksen (1966-), champion olympique d'aviron, y est né.
- Victor Feddersen (1968-), champion olympique d'aviron, y est né.
- Julie Laurberg, photographe danoise, décédée à Ordrup, localité rattachée à Gentofte.
- Holger Rune, joueur de tennis professionnel et sa sœur Alma Rune, mannequin, y sont nés, respectivement en 2003 et 1999.

## Jumelages
La ville de Gentofte est jumelée avec :
- Hanko (Finlande) ;
- Ammassalik (Groenland) depuis 1981 ;
- Halmstad (Suède) ;
- Husum (Allemagne) ;
- Stord (Norvège).